# Stará radnice (Sobotka)
Stará radnice je klasicistní budova v Sobotce v okrese Jičín. Je zapsána jako kulturní památka.

## Historie

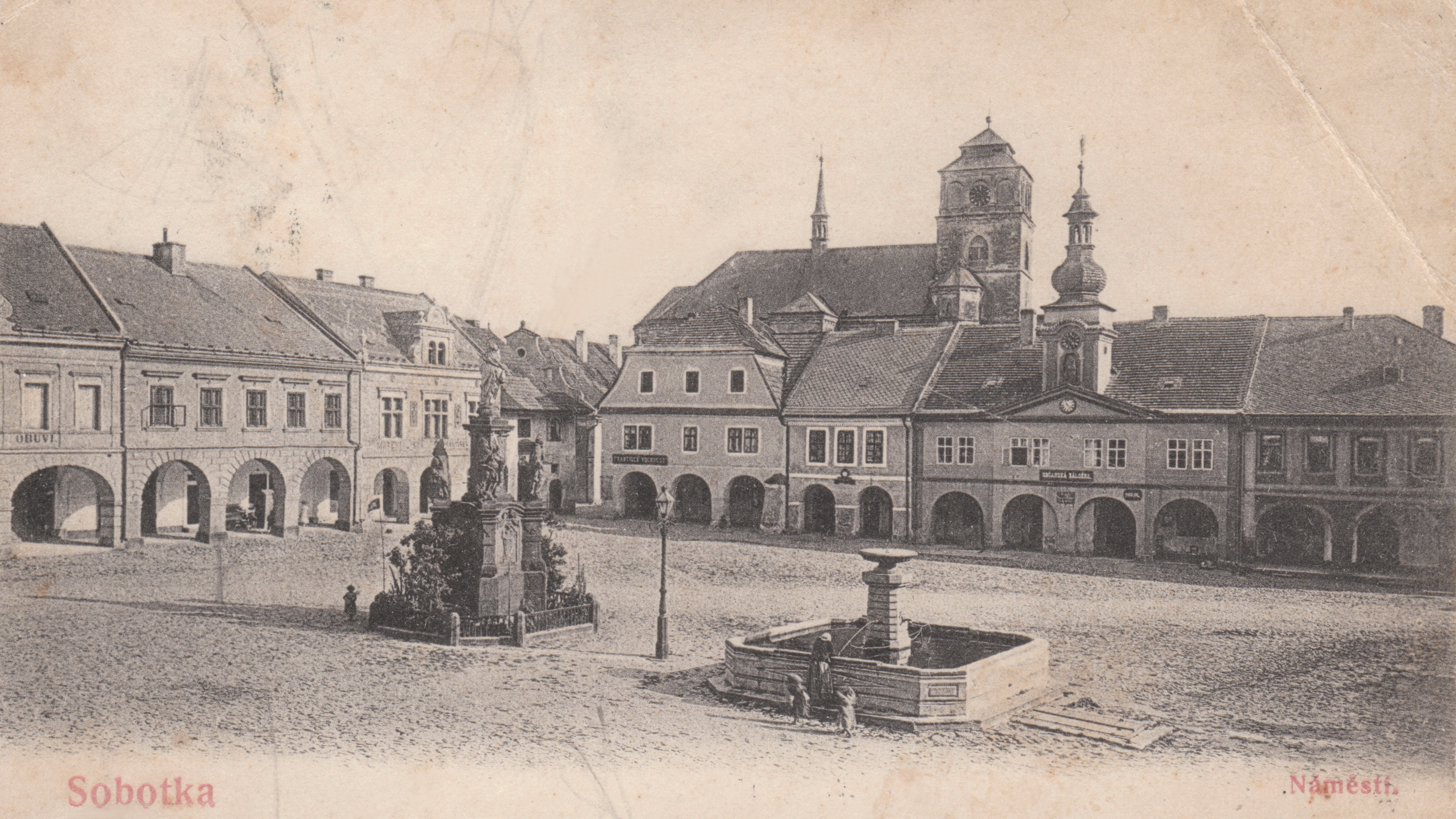
Stará radnice (druhý dům zprava) na pohlednici před rokem 1914

Původní radní dům stál v Sobotce pravděpodobně uprostřed náměstí. První písemná zmínka o něm je z roku 1587. Zanikl nejspíše během třicetileté války nebo během velkého požáru města roku 1712.
Na místě současné budovy šlechtický zámeček. Vznikl pravděpodobně kolem roku 1570 na dvou sloučených parcelách. Ten v 17. století patřil Janu Vilímu Uranošovi z Lazína. V letech 1687 až 1689 byl dům upraven stavitelem Giovannim Madernou. Šlechtic Heřman Jakub Černín z Chudenic pak věnoval dům městu na zřízení nové radnice. K radnici byla do dvora přistavěna solnice, několikrát přestavěná v letech 1778 a 1808.
Radnici roku 1746 postihl velký městský požár a byla opravena až dva roky poté stavitelem F. A. Pokorným. V letech 1808 a 1847 byla radnice upravena do empírové podoby a byla v průčelí vztyčena věž. Solnice byla roku 1850 přestavěna na městské divadlo a vznikl zde jeden z nejstarších účelových divadelních sálů na českém venkově. Výzdobu sálu navrhl v roce 1861 Josef Mánes. Roku 1865 byly umístěny na věž nové hodiny, které byly umístěny hodinářem Janem Prokešem.
Počátkem 20. století byl divadelní sál upraven pro potřeby kina, přičemž původní Mánesova výzdoba zanikla. Po zrušení okresní samosprávy roku 1928 byl městský úřad přestěhován do okresního domu a ve staré radnici byla umístěna městská knihovna a archiv, později zde byly zřízeny byty.

## Popis
Klasicistní dům se nachází v jižní frontě soboteckého náměstí. V přízemí nalezneme podloubí tvořené čtyřmi valeně zaklenutými arkádami. Nad okenními římsami jsou v průčelí domu umístěny průhledné hodiny. Dominantou budovy je hranolovitá věž ve středu průčelí domu. Na té je umístěn druhý ciferník hodin. Je zakončena cibulovitou stříškou.